# Klippan, Degerfors kommun
Klippan är en by i Degerfors kommun i Örebro län belägen i Nysunds socken i landskapet Närke.
Klippan ligger 47 km fågelvägen västsydväst om Örebro. Byn är belägen på östra sidan om Letälven som är gränsälv mellan Närke och Värmland, ca 300 m upp från stranden. Klippan ligger åtta kilometer sydsydväst centralorten i kommunen utefter den enskilda vägen mellan Degerfors samhälle och byarna Sälderbråten (6 km) och Fågelåsen (7 km). Samma väg (och vidare länsväg 204) förbinder Klippan åt sydost med tätorten Svartå (cirka 12 km) och åt sydsydväst med tätorten Åtorp (cirka 11 km). Byn tillhör Nysunds församling i Karlstads stift. Sex kilometer norr om byn ligger naturreservatet Sveafallen med geologiska lämningar från istiden, inkluderande en stor mängd jättegrytor.
Byn är omgiven av skogsmark (till största delen barrskog) som i huvudsak ägs av Sveaskog. Byn har sju året-runt-hushåll med totalt cirka 20 fastboende samt cirka 50 fritidshushåll i en stugby belägen cirka 300 m nordväst om byn. Näringarna i byn är skogsbruk, deltidsjordbruk samt enskild näringsverksamhet av servicekaraktär, t.ex. transportverksamhet. En mindre enskild såg finns även i byn.
Namnet Klippan på byn finns i kartmaterial dokumenterat åtminstone tillbaks till 1688. Jordbruket var tidigare betydligt mer omfattande att döma av lämningar och av äldre kartor.